# Valzer di Johann Strauss (figlio)
Questo è un elenco non completo dei valzer scritti dal compositore austriaco Johann Strauss (figlio).
- Sinngedichte op. 1 Epigrammi (1844)
- Gunstwerber op. 4 (1844)
- Faschingslieder op. 11 Canti di carnevale (1846)
- Jugendträume op. 12 Sogni di gioventù (1846)
- Sträußchen op. 15 Bouquets (1846)
- Sängerfahrten op. 41 (1847)
- Lava-Ströme op. 74 Fiumi di lava (1850)
- Rhadamantus-Klänge op. 94 (1851)
- Mephistos Höllenrufe op. 101 Chiamata di Mefistofle dall'inferno (1851)
- Liebeslieder op. 114 Canto d'amore (1852)
- Phönix-Schwingen op. 125 Ali di fenice (1853)
- Solon-Sprüche  op. 128 Giudizio di Solone (1853)
- Schneeglöckchen op. 143 (1854)
- Nachtfalter op. 157 Falena (1855)
- Gedanken auf den Alpen op. 172 Pensieri sulle Alpi (1855)
- Man lebt nur Einmal! op. 167 Si vive solo una volta! (1855)
- Abschieds-Rufe op. 179 Pianto d'Addio
- Abschied von St.Petersburg op. 210 Addio da S.Pietroburgo (1858)
- Reiseabenteuer op. 227 Avventure di viaggio (1860)
- Accelerationen op. 234 Accelerazioni (1860)
- Immer Heiterer op. 235 Sempre di buon umore (1860)
- Karnevalsbotschafter op. 270 Ambasciatore del carnevale (1862)
- Leitartikel op. 273 Articolo principale (1863)
- Morgenblätter op. 279 Giornali del mattino (1863)
- Studentenlust op. 285 Gioia dello studente (1864)
- Feuilleton op. 293 (1865)
- Bürgersinn op. 295 Spirito cittadino (1865)
- Flugschriften op. 300 Opuscoli (1865)
- Wiener Bonbons op. 307 Caramelle viennesi (1866)
- Feenmärchen op. 312 Favola di fate (1866)
- An der schönen blauen Donau op. 314 Sul bel Danubio blu (1867)
- Künstlerleben op. 316  Vita d'artista (1867)
- Telegramme op. 318 Telegramma (1867)
- Die Publicisten op. 321 I pubblicisti (1868)
- Geschichten aus dem Wienerwald op. 325 Storielle dal bosco viennese (1868)
- Erinnerung an Covent Garden  Op. 329 Ricordi dal Covent Garden
- Illustrationen op. 331 Illustrazioni (1869)
- Wein, Weib und Gesang  op. 333 Vino, donne e canto (1869)
- Freuet Euch des Lebens op. 340 Godetevi la vita (1870)
- Neu Wien op. 342 Nuova Vienna (1870)
- Tausend und eine Nacht  op. 346 Mille e una notte (1871)
- Wiener Blut op. 354 Sangue viennese (1873)
- Bei uns Z'haus op. 361 A casa (1873)
- Wo die Zitronen blühen op. 364 Dove fioriscono i limoni (1874)
- Du und Du op. 367 Tu e tu (1874)
- Cagliostro-Walzer op. 370 Walzer di Cagliostro (1875)
- O schöner Mai! op. 375 Oh bel Maggio! (1877)
- In's Zentrum! op. 387 Nel Centro! (1880)
- Rosen aus dem Süden op. 388 Rose del sud (1880)
- Nordseebilder op. 390 Immagini del mare del nord (1880)
- Myrthenblüten op. 395 Fiori di Mirto (1881)
- Kuss-Walzer op. 400 Walzer del Bacio (1881)
- Frühlingsstimmen op. 410 Voci di primavera (1883)
- Lagunen-Walzer op. 411 Walzer della Laguna (1883)
- Schatz-Walzer op. 418 Walzer del Tesoro (1885)
- Wiener Frauen op. 423 Signore viennesi (1886)
- Donauweibchen op. 427 Dama del Danubio (1887)
- Kaiser-Jubiläum-Jubelwalzer op. 434 Walzer del giubileo dell'Imperatore (1888)
- Kaiser-Walzer op. 437 Walzer dell'Imperatore (1888)
- Rathausball-Tänze op. 438 Danze per il ballo del Municipio (1890)
- Groß-Wien op. 440 Grande Vienna (1891)
- Seid umschlungen Millionen op. 443 Abbracciatevi o milioni di uomini (1892)
- Marchen aus dem Orient op. 444 Fiabe dall'Oriente (1892)
- Ninetta-Walzer op. 445 Valzer di Ninetta (1893)
- Ich bin dir gut! op. 455 Ti voglio bene!
- Klug Gretelein op. 462 Intelligente Piccola Gretel (1895)
- Trau, schau wem! op. 463 (1895)
- An der Elbe op. 477 Sull'Elba (1897)
- Klänge aus der Raimundzeit op. 479 Suoni dai tempi di Raimund (1898)